# Odin Waage
Odin Waage (* 1995) ist ein norwegischer Schauspieler. Größere Bekanntheit erlangte er durch die Serie Rod Knock.

## Leben
Waage stammt aus der Stadt Hamar, in der er aufwuchs und zur Schule ging. Im Alter von 13 Jahren spielte er im Spielfilm Gemeinsam (Originaltitel Sammen) mit. Es folgten weitere Film- und Serienrollen. In Drammen besuchte Waage den Zweig für Schauspieltechnik an einer Volkshochschule. Bei der beim norwegischen Rundfunk Norsk rikskringkasting (NRK) ausgestrahlten Serie Eyewitness – Die Augenzeugen (Original Øyevitne) spielte er neben Axel Bøyum eine der Hauptrollen. In den NRK-Serie Rod Knock (Original Rådebank) übernahm er die Serienhauptrolle des Automechanikers GT. Im Mai 2021 erhielt er beim Fernsehpreis Gullruten für seine Rolle in der Serie die Auszeichnung als „Bester Schauspieler des Jahres“. Er erhielt für seine Darstellung zudem weitere Nominierungen bei unterschiedlichen Preisverleihungen. Im Jahr 2025 erhielt er für seine Nebenrolle in der Fernsehserie Flus erneut eine Gullruten-Nominierung.
Im April 2020 veröffentlichte er mit Silhouette seine Debütsingle.

## Auszeichnungen
Gullruten
- 2021: „Bester Schauspieler des Jahres“ (für Rod Knock)
- 2021: Nominierung „Publikumspreis“ (für Rod Knock)[4]
- 2022: Nominierung in der Kategorie „Beste Nebenrolle“ (für Rod Knock)[5]
- 2025: Nominierung in der Kategorie „Beste Nebenrolle“ (für Flus)[6]

Sonstige
- 2021: Nominierung als „Bester Schauspieler in norwegischer Serie“ (Seriekritikerprisen, für Rod Knock)[7]

## Filmografie (Auswahl)
- 2009: Gemeinsam (Sammen)
- 2010: Hvaler (Fernsehserie, 6 Folgen)
- 2012: Hjem (Fernsehserie, 1 Folge)
- 2014: Eyewitness – Die Augenzeugen (Øyevitne, Fernsehserie, 6 Folgen)
- 2016: Black Lake (Svartsjøen, Fernsehserie, 8 Folgen)
- 2018: Rekyl (Fernsehserie, 8 Folgen)
- 2019: Beforeigners (Fernsehserie, 1 Folge)
- 2020–2022: Rod Knock (Rådebank, Fernsehserie, 22 Folgen)
- 2021: Julestjerna (Fernsehserie, 6 Folgen)
- 2021: Kommissar Wisting (Wisting, Fernsehserie, 4 Folgen)
- 2023: Basic Bitch (Fernsehserie, 10 Folgen)
- 2024: Havnaa
- 2025: Flus (Fernsehserie, 8 Folgen)